# Chezala
Chezala är ett släkte av fjärilar. Chezala ingår i familjen praktmalar, Oecophoridae.

## Dottertaxa tillChezala, i alfabetisk ordning[1]
- Chezala absona
- Chezala aleurias
- Chezala allatella
- Chezala anaxia
- Chezala aterpna
- Chezala brachypepla
- Chezala butyrina
- Chezala carphalea
- Chezala carphodes
- Chezala cathara
- Chezala conjunctella
- Chezala cosmia
- Chezala dimalea
- Chezala erythrastis
- Chezala eurycapna
- Chezala fictilis
- Chezala glaphyropla
- Chezala inconstans
- Chezala ischnophanes
- Chezala isocycla
- Chezala latiorella
- Chezala limitaris
- Chezala lucens
- Chezala lunularis
- Chezala maculata
- Chezala nugax
- Chezala ochrobapta
- Chezala omophaea
- Chezala osteochroa
- Chezala privatella
- Chezala rhadina
- Chezala silvestris
- Chezala spreta
- Chezala stenoptera
- Chezala sylvestris
- Chezala torpida
- Chezala torva